# Де Нардо, Джулио
Джулио Де Нардо (итал. Giulio De Nardo; 24 января 1901, Триест — 10 октября 1975, Парма) — итальянский шахматист.

## Биография
В юности учился в политехническом университете в Турине, но из-за увлечением шахматами ему пришлось отказаться от учебы, чтобы участвовать в турнирах.
В 1923 году в Триесте дебютировал в побочном турнире шахматного фестиваля и занял четвертое место. Затем несколько раз выиграл региональный чемпионат Венеции-Джулии. Как региональный чемпион был принят шахматной федерацией Италии в отборочных турнирах к шахматной олимпиаде 1928 года в Гааге. В полуфинале поделил третье место с Давиде Маротти, а потом в финале поделил четвертое место снова с Маротти. За этот успех получил звание мастера и право представлять Италию на шахматной олимпиаде. На олимпиаде играл на четвертой доске и набрал 45,8% процентов очков (+3, —4, = 5).
Потом начал банковскую карьеру в коммерческом банке «Banca Commerciale Italiana» и играл в шахматы лишь изредка в командных первенствах. В 1950-х годах переехал работать в Парму, где и оставался до конца жизни. Был близким другом итальянского шахматиста Энрико Паоли.